# Edmond Maillet
Edmond Théodore Maillet (Meaux, 15 de dezembro de 1865 – Genebra, 11 de setembro de 1938) foi um matemático francês, que trabalhou principalmente com teoria dos números e mecânica.

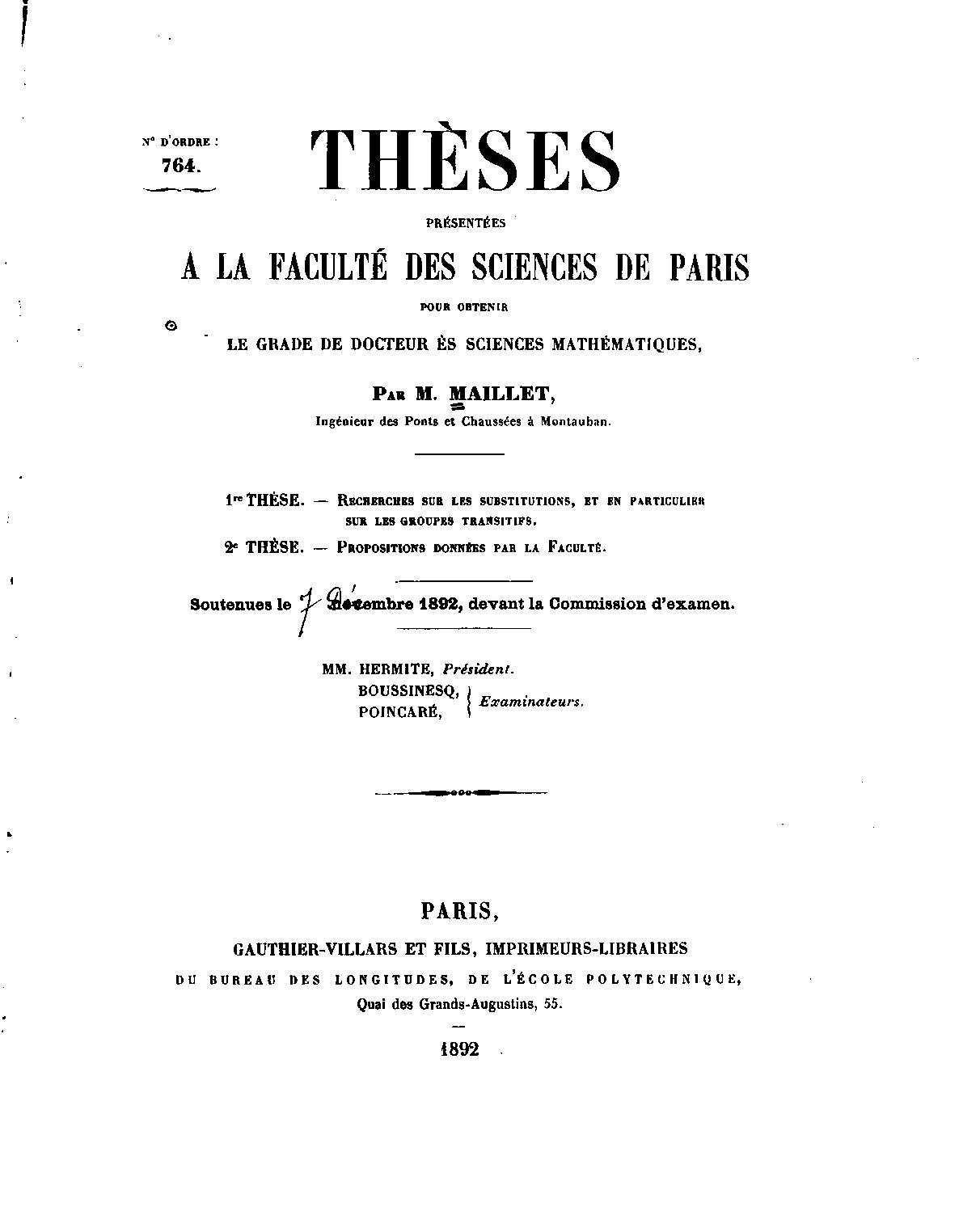

Recebeu o Prêmio Poncelet de 1912.

## Obras
- Introduction à la théorie des nombres transcendants et des propriétés arithmétiques des fonctions. Gauthier Villars, Paris 1906.
- Mécanique et physique du globe, essais d'hydraulique souterraine et fluviale. A. Hermann, Paris 1905.
- Cours de mécanique professé à l'École des ponts-et-chaussées. Premier livre, mécanique pure. Deuxième livre, mécanique appliquée. Hermann, Paris 1916.